# Basket Rimini 2000-2001
Questa voce raccoglie le informazioni riguardanti il Basket Rimini, sponsorizzato Vip, nelle competizioni ufficiali della stagione 2000-2001.

Rodney Buford

## Verdetti stagionali
- Serie A1:
  - stagione regolare: 18º posto su 18 squadre (bilancio di 11 vittorie e 23 sconfitte);
    - retrocessione in Legadue.

## Stagione
L'estate si presenta difficile dal punto di vista societario, con gli appelli alle forze imprenditoriali da parte del patron Corrado Sberlati e del presidente Adriano Braschi per scongiurare il rischio di mancata iscrizione al campionato, visto che il passivo di gestione della stagione precedente si aggirerebbe intorno ai due miliardi di lire.
Giampiero Ticchi è promosso capo allenatore dopo alcuni anni di apprendistato come assistente. Rispetto all'anno precedente rimangono l'ala Sekunda e il blocco dei giovani cresciuti nel vivaio (Morri, Raschi, Marangoni, Di Marcantonio, Molari).
Nel precampionato, alla guardia Eric Washington viene inizialmente affiancato l'omonima ala piccola Derell Washington, che gioca solo in Supercoppa prima di essere rilasciato. Diversi giocatori svolgono intanto dei provini. Vista l'impossibilità di trattenere Tomidy per volontà del giocatore nonostante le lunghe trattative da parte della dirigenza, ad inizio ottobre viene chiamato il lungo Kevin Thompson che però non supera le visite mediche. Arriva così in prestito il pivot Joey Beard come parziale contropartita del trasferimento che porta Tomidy a Treviso. Nella settimana dell'esordio in campionato viene ingaggiata la talentuosa guardia/ala Rodney Buford.
Rimini inizia il campionato con quattro vittorie nelle prime sei giornate. Tuttavia, dopo dieci partite, con la squadra intorno a metà classifica, la guardia Rodney Buford (fino a lì trascinatore con 24,1 punti di media e il 41,5% da tre) si imbarca su un volo per gli Stati Uniti per tornare a giocare in NBA, avvisando la dirigenza solamente in procinto di partire.
La squadra disputa cinque partite con uno straniero in meno (perdendone quattro), quindi Tony Dumas – dopo aver preso tempo – decide di accettare l'offerta della società, ma dopo nove gare viene tagliato dalla dirigenza. Successivamente vengono firmati Tony Smith e il comprimario van Rij (al posto dell'infortunato Ciosici), mentre nel derby casalingo con Imola i riminesi perdono sia la partita che Sekunda, fuori per 20 giorni per una distorsione alla caviglia. Nel frattempo la Vip scende sempre più in classifica, avvicinandosi pericolosamente alle zone basse. A fine marzo Smith conclude la sua breve permanenza facendo anch'egli ritorno negli Stati Uniti per imprecisati motivi personali.
Complice una lunga serie di sconfitte consecutive, Rimini tocca l'ultimo posto in solitaria a quattro giornate dalla fine. Per sopperire alla fuga di Smith viene tesserato l'ennesimo americano, Isaac Fontaine, insieme al comunitario Pax Whitehead. Alla quartultima giornata arriva un -26 a Siena, poi una nuova sconfitta a Roseto nonostante i romagnoli all'intervallo conducessero di 14 punti. Le speranze riminesi sono tenute in vita dalla vittoria interna della penultima giornata contro Verona, ma la trasferta al PalaDozza contro la Fortitudo Bologna, campione d'Italia in carica, sancisce la retrocessione in seconda serie.

## Roster
| Basket Rimini 2000-2001 | Basket Rimini 2000-2001 |
| Giocatori               | Staff tecnico           |
| ----------------------- | ----------------------- |

| N. | Naz.                                        | Ruolo | Nome                   | Anno | Alt.   | Peso   |  |
| -- | ------------------------------------------- | ----- | ---------------------- | ---- | ------ | ------ |  |
| 6  | Italia (bandiera)                           | P     | Mauro Morri (C)        | 1977 | 187 cm | 92 kg  |  |
| 7  | Stati Uniti (bandiera) · Irlanda (bandiera) | A     | Glenn Sekunda (C)      | 1973 | 203 cm | 100 kg |  |
| 8  | Stati Uniti (bandiera)                      | G     | Tony Smith             | 1968 | 190 cm | 84 kg  |  |
| 8  | Stati Uniti (bandiera) · Francia (bandiera) | G     | Pax Whitehead          | 1973 | 195 cm | 98 kg  |  |
| 9  | Stati Uniti (bandiera)                      | G     | Rodney Buford          | 1977 | 196 cm | 90 kg  |  |
| 9  | Stati Uniti (bandiera)                      | G     | Tony Dumas             | 1978 | 195 cm | 86 kg  |  |
| 9  | Stati Uniti (bandiera)                      | G     | Isaac Fontaine         | 1975 | 193 cm | 95 kg  |  |
| 10 | San Marino (bandiera)                       | G     | Andrea Raschi          | 1979 | 198 cm | 87 kg  |  |
| 11 | Paesi Bassi (bandiera)                      | C     | Peter van Rij          | 1976 | 208 cm | 120 kg |  |
| 12 | Italia (bandiera)                           | A     | Marco Marangoni        | 1979 | 197 cm | 87 kg  |  |
| 13 | Romania (bandiera)                          | C     | Ștefan Ciosici         | 1976 | 206 cm | 120 kg |  |
| 14 | Stati Uniti (bandiera)                      | G     | Eric Washington        | 1974 | 195 cm | 90 kg  |  |
| 15 | Italia (bandiera)                           | C     | Lorenzo Di Marcantonio | 1978 | 205 cm | 108 kg |  |
| 15 | Inghilterra (bandiera)                      | C     | Nick Donovan           | 1976 | 210 cm | 112 kg |  |
| 15 | Italia (bandiera)                           | AC    | Simone Bagnoli         | 1981 | 210 cm | 92 kg  |  |
| 19 | Stati Uniti (bandiera) · Italia (bandiera)  | C     | Joey Beard             | 1975 | 210 cm | 100 kg |  |
| 20 | Italia (bandiera)                           | G     | Federico Molari        | 1979 | 187 cm | 92 kg  |  |

| Allenatore                                                                       |
| - Giampiero Ticchi                                                               |
| Assistente/i                                                                     |
| - Lanfranco Giordani Legenda - (C) Capitano Roster Aggiornato al: 30 giugno 2001 |

## Risultati

### Campionato

#### Stagione regolare

##### Girone di andata
| Arbitri: | Pierluigi D'Este Matteo Vianello |

|                       |          |                    |
| McGhee 24             | Punti    | 28 Sekunda, Buford |
| Busca, Mian, McGhee 1 | Assist   | 3 Morri            |
| McGhee 16             | Rimbalzi | 7 Beard            |

| Arbitri: | Gennaro Colucci Nicolino Letizia |

|            |          |           |
| Buford 24  | Punti    | 19 Turner |
| Morri 5    | Assist   | 5 Jones   |
| Sekunda 11 | Rimbalzi | 8 Turner  |

| Arbitri: | Giampaolo Cicoria Roberto Begnis |

|                   |          |                  |
| Pittis 27         | Punti    | 23 Buford        |
| Nicola 6          | Assist   | 2 Buford         |
| Pittis, Nicola 10 | Rimbalzi | 7 Di Marcantonio |

| Arbitri: | Luciano Tola Massimiliano Filippini |

|            |          |                 |
| Sekunda 25 | Punti    | 21 Laezza, Shaw |
| Morri 4    | Assist   | 2 Laezza        |
| Beard 11   | Rimbalzi | 11 Shaw         |

| Arbitri: | Alberto Grossi Pietro Pallonetto |

|              |          |                              |
| Palladino 21 | Punti    | 24 Sekunda                   |
| Davis 4      | Assist   | 1 Morri, Sekunda, Washington |
| Scott 14     | Rimbalzi | 9 Beard                      |

| Arbitri: | Gianluca Mattioli Giuseppe Monizza |

|           |          |             |
| Buford 32 | Punti    | 30 Pozzecco |
| Buford 6  | Assist   | 9 Pozzecco  |
| Beard 12  | Rimbalzi | 16 Burditt  |

| Arbitri: | Tiziano Zancanella Pietro Crescenti |

|            |          |                  |
| Espil 29   | Punti    | 33 Sekunda       |
| Allen 8    | Assist   | 4 Buford         |
| Sellers 15 | Rimbalzi | 8 Sekunda, Beard |

| Arbitri: | Marco Giansanti Roberto Anesin |

|                                |          |                   |
| Ciosici, Buford, Washington 12 | Punti    | 21 Riva, Williams |
| Sekunda 4                      | Assist   | 3 Thornton        |
| Sekunda 9                      | Rimbalzi | 10 Gay            |

| Arbitri: | Sergio Borroni Roberto Nardecchia |

|             |          |                   |
| Esposito 27 | Punti    | 20 Buford         |
| Fazzi 5     | Assist   | 2 Raschi, Sekunda |
| Bragg 16    | Rimbalzi | 7 Sekunda, Beard  |

| Arbitri: | Silvio Corrias Massimiliano Duranti |

|           |          |             |
| Buford 30 | Punti    | 30 Rusconi  |
| Raschi 6  | Assist   | 6 Iuzzolino |
| Beard 9   | Rimbalzi | 9 Rusconi   |

| Arbitri: | Pierluigi D'Este Giovanni Di Modica |

|            |          |                  |
| Johnson 21 | Punti    | 30 Sekunda       |
| Booker 3   | Assist   | 2 Beard, Ciosici |
| Johnson 6  | Rimbalzi | 8 Sekunda        |

| Arbitri: | Roberto Pasetto Carmelo Lo Guzzo |

|            |          |            |
| Sekunda 27 | Punti    | 30 Nolan   |
| Morri 8    | Assist   | 4 Erdmann  |
| Beard 9    | Rimbalzi | 8 Callahan |

| Arbitri: | Paolo Taurino Giuseppe Duva |

|             |          |            |
| Griffith 24 | Punti    | 31 Sekunda |
| Ginóbili 3  | Assist   | 2 Beard    |
| Griffith 10 | Rimbalzi | 8 Beard    |

| Arbitri: | Alberto Grossi Fabio Vianello |

|            |          |            |
| Sekunda 30 | Punti    | 21 Chiacig |
| Morri 4    | Assist   | 5 Scarone  |
| Ciosici 11 | Rimbalzi | 14 Chiacig |

| Arbitri: | Giampaolo Cicoria Roberto Begnis |

|                  |          |                      |
| Washington 27    | Punti    | 36 Gilmore           |
| Morri, Sekunda 3 | Assist   | 1 sei giocatori      |
| Beard 11         | Rimbalzi | 7 Guarasci, Lockhart |

| Arbitri: | Luciano Tola Dino Seghetti |

|           |          |               |
| Albano 20 | Punti    | 20 Washington |
| Bullock 5 | Assist   | 3 Morri       |
| Albano 14 | Rimbalzi | 11 Beard      |

| Arbitri: | Carmelo Paternicò Roberto Nardecchia |

|                 |          |           |
| Sekunda 20      | Punti    | 16 Basile |
| Morri, Raschi 3 | Assist   | 4 Bowie   |
| Beard 15        | Rimbalzi | 5 Fučka   |

##### Girone di ritorno
| Arbitri: | Fabio Facchini Maurizio Pascotto |

|                 |          |               |
| Sekunda 28      | Punti    | 29 Alibegović |
| Raschi, Dumas 3 | Assist   | 5 Busca       |
| Beard 15        | Rimbalzi | 10 Alibegović |

| Arbitri: | Gianluca Mattioli Stefano Ursi |

|                 |          |                                     |
| Baston 25       | Punti    | 25 Washington                       |
| Turner, Jones 4 | Assist   | 3 Morri, Sekunda                    |
| Turner 8        | Rimbalzi | 7 Morri, Sekunda, Beard, Washington |

| Arbitri: | Sergio Borroni Davide Ramilli |

|          |          |          |
| Dumas 20 | Punti    | 21 Brown |
| Morri 5  | Assist   | 6 Pittis |
| Beard 18 | Rimbalzi | 9 Pittis |

| Arbitri: | Marco Giansanti Fabio Vianello |

|                       |          |               |
| Calabria 24           | Punti    | 31 Washington |
| Calabria, Bazarevič 4 | Assist   | 4 Morri       |
| Shaw 11               | Rimbalzi | 16 Washington |

| Arbitri: | Fabio Facchini Roberto Begnis |

|            |          |                      |
| Sekunda 32 | Punti    | 26 Palladino         |
| Morri 6    | Assist   | 4 Stazić, Montecchia |
| Sekunda 16 | Rimbalzi | 18 Scott             |

| Arbitri: | Guerrino Cerebuch Giovanni Di Modica |

|             |          |          |
| Pozzecco 30 | Punti    | 25 Beard |
| Pozzecco 7  | Assist   | 8 Morri  |
| Burditt 11  | Rimbalzi | 15 Beard |

| Arbitri: | Pierluigi D'Este Massimiliano Filippini |

|           |          |                  |
| Beard 20  | Punti    | 23 Sellers       |
| Morri 5   | Assist   | 4 Sellers, Allen |
| Bagnoli 8 | Rimbalzi | 10 Sellers       |

| Arbitri: | Luciano Tola Stefano Ursi |

|            |          |            |
| Fajardo 24 | Punti    | 33 Sekunda |
| Riva 4     | Assist   | 5 Morri    |
| Fajardo 9  | Rimbalzi | 12 Sekunda |

| Arbitri: | Roberto Pasetto Silvio Corrias |

|            |          |                |
| Sekunda 22 | Punti    | 28 Moltedo     |
| Morri 8    | Assist   | 3 Fazzi, Bragg |
| Beard 9    | Rimbalzi | 17 Bragg       |

| Arbitri: | Guerrino Cerebuch Carmelo Lo Guzzo |

|                      |          |          |
| Larrañaga 27         | Punti    | 23 Morri |
| Rusconi, Iuzzolino 3 | Assist   | 3 Morri  |
| Rusconi 11           | Rimbalzi | 17 Beard |

| Arbitri: | Luigi Lamonica Roberto Nardecchia |

|               |          |            |
| Washington 31 | Punti    | 23 Booker  |
| Smith 6       | Assist   | 4 Booker   |
| Beard 13      | Rimbalzi | 11 Johnson |

| Arbitri: | Sergio Borroni Carmelo Paternicò |

|            |          |                |
| Nolan 24   | Punti    | 27 Smith       |
| Erdmann 5  | Assist   | 3 Morri        |
| Dunkley 14 | Rimbalzi | 5 Beard, Smith |

| Arbitri: | Stefano Cazzaro Matteo Vianello |

|              |          |                   |
| Sekunda 29   | Punti    | 30 Ginóbili       |
| Morri 8      | Assist   | 3 Ginóbili, Jarić |
| Washington 8 | Rimbalzi | 10 Griffith       |

| Arbitri: | Nicolino Letizia Massimiliano Duranti |

|            |          |             |
| Gorenc 27  | Punti    | 25 Fontaine |
| Mays 8     | Assist   | 6 Morri     |
| Chiacig 26 | Rimbalzi | 13 Beard    |

| Arbitri: | Tiziano Zancanella Enrico Sabetta |

|                    |          |                          |
| Boni 33            | Punti    | 19 Sekunda               |
| Attruia, Gilmore 1 | Assist   | 1 Morri, Raschi, Sekunda |
| Guarasci 9         | Rimbalzi | 6 Sekunda, Beard         |

| Arbitri: | Gennaro Colucci Davide Ramilli |

|               |          |               |
| Washington 28 | Punti    | 19 Lorthridge |
| Morri 5       | Assist   | 5 Lorthridge  |
| Beard 9       | Rimbalzi | 10 Conlon     |

| Arbitri: | Marco Giansanti Angelo Tullio |

|                      |          |                        |
| Basile, Žukauskas 13 | Punti    | 20 Sekunda, Washington |
| Gill 4               | Assist   | 4 Morri                |
| Meneghin 6           | Rimbalzi | 9 Beard                |